# Station Bredbury
Bredbury is een spoorwegstation van National Rail in Bredbury, Stockport in Engeland. Het station is eigendom van Network Rail en wordt beheerd door Northern Rail. Het station is geopend in 1875.